# Tituboea
Tituboea is een geslacht van kevers uit de familie bladkevers (Chrysomelidae).
De wetenschappelijke naam van het geslacht werd in 1848 gepubliceerd door Jean Théodore Lacordaire.

## Soorten
- Tituboea ahwasa (Lopatin, 1985)
- Tituboea biguttata G.A. Olivier, 1791
- Tituboea capensis Medvedev, 1987
- Tituboea carmelica (Lopatin & Chikatunov, 2001)
- Tituboea chikatunovi (Lopatin, 1995)
- Tituboea daccordii (Lopatin, 1981)
- Tituboea fenestrata Medvedev, 1993
- Tituboea macropus Illiger, 1800
- Tituboea medvedevi (Lopatin, 1981)
- Tituboea mirzayani (Lopatin, 1985)
- Tituboea nevoi (Lopatin & Chikatunov, 2001)
- Tituboea octopunctata Fabricius, 1787
- Tituboea ohbayashii Kimoto, 1984
- Tituboea pusilla Lopatin, 2001
- Tituboea rufopygus (Lopatin, 1985)
- Tituboea sanguinea Medvedev, 1993
- Tituboea sexmaculata Fabricius, 1781
- Tituboea zarudnii Lopatin, 2001